# Championnats du monde d'escrime 1969
Navigation
Édition précédente Édition suivante
Les championnats du monde 1969 se sont déroulés à La Havane en Cuba du 30 septembre au 12 octobre 1969. Ils sont organisés par la Fédération cubaine d'escrime sous l'égide de la Fédération internationale d'escrime.
La compétition comprend cette année-là 8 épreuves (deux féminines et 6 masculines) :
- Féminines
  - Fleuret individuel
  - Fleuret par équipe
- Masculines
  - Fleuret individuel
  - Fleuret par équipe
  - Epée individuelle
  - Epée par équipe
  - Sabre individuel
  - Sabre par équipe

## Médaillés
| Épreuves           | Or | Argent | Bronze                                                                                                |
| ------------------ | --- | --- | --- |
| Épée               | | | |
| Hommes individuel  | Bohdan Andrzejewski                                                                                          | Aleksey Nikanchikov | Carl von Essen                                                                                        |
| Hommes par équipes | Union soviétique- Aleksey Nikanchikov - Georgiy Zachitski - Sergey Paramonov - Igor Valetov - Hryhoriy Kriss | Hongrie- Csaba Fenyvesi - Győző Kulcsár - Zoltán Nemere - Pál Schmitt - Pál Nagy                                                   | Suède- Lars-Erik Larsson - Rolf Edling - Carl von Essen - Hans Jacobson - Orvar Jönsson               |
| Fleuret            | | | |
| Hommes individuel  | Friedrich Wessel                                                                                             | Vasyl Stankovych | Ryszard Parulski                                                                                      |
| Hommes par équipes | Union soviétique- Vasyl Stankovych - Leonid Romanov - Yuriy Sharov - Viktor Putyatin - German Sveshnikov     | Pologne- Witold Woyda - Marek Dąbrowski - Jerzy Kaczmarek - Lech Koziejowski - Ryszard Parulski                                    | Roumanie- Ion Drîmbă - Mihai Țiu - Ştefan Haukler - Iuliu Falb - Ștefan Ardeleanu                     |
| Femmes individuel  | Elena Novikova-Belova                                                                                        | Ileana Gyulai | Svetlana Tchirkova                                                                                    |
| Femmes par équipes | Roumanie- Ileana Gyulai - Olga Orbán - Maria Vicol - Ana Pascu - Suzana Ardeleanu                            | Union soviétique- Galina Gorokhova - Elena Novikova-Belova - Aleksandra Zabelina - Svetlana Tchirkova - Tatyana Petrenko-Samusenko | Hongrie- Ildikó Rejtő - Maria Szolnoki - Katalin Kollanyi - Agnes Simonffy - Judit Ágoston-Mendelényi |
| Sabre              | | | |
| Hommes individuel  | Viktor Sidyak                                                                                                | János Kalmár | Péter Bakonyi                                                                                         |
| Hommes par équipes | Union soviétique- Mark Rakita - Viktor Sidyak - Edouard Vinokurov - Vladimir Nazlymov - Umyar Mavlikhanov    | Pologne- Jerzy Pawłowski - Józef Nowara - Zygmunt Kawecki - Krzysztof Grzegorek - Janusz Majewski                                  | Hongrie- Péter Bakonyi - János Kalmár - Attila Kovács - Miklós Meszéna - Tamás Kovács                 |

## Tableau des médailles
| Rang | Nation               | Or | Argent | Bronze | Total |
| ---- | -------------------- | -- | ------ | ------ | ----- |
| 1    | Union soviétique     | 5  | 3      | 1      | 9     |
| 2    | Pologne              | 1  | 2      | 1      | 4     |
| 3    | Roumanie             | 1  | 1      | 1      | 3     |
| 4    | Allemagne de l'Ouest | 1  | 0      | 0      | 1     |
| 5    | Hongrie              | 0  | 2      | 3      | 5     |
| 6    | Suède                | 0  | 0      | 2      | 2     |